# Jesteś Bogiem
Jesteś Bogiem – polski dramat filmowy z 2012 roku w reżyserii Leszka Dawida, według scenariusza Macieja Pisuka. Film został luźno oparty na historii działalności polskiej grupy hip-hopowej Paktofonika, a zwłaszcza na osobie zmarłego w 2000 roku rapera Piotra „Magika” Łuszcza. W rolach głównych wystąpili Marcin Kowalczyk, Dawid Ogrodnik i Tomasz Schuchardt.

## Obsada
Opracowano na podstawie materiału źródłowego.

- Marcin Kowalczyk jako Piotr „Magik” Łuszcz
- Dawid Ogrodnik jako Sebastian „Rahim” Salbert
- Tomasz Schuchardt jako Wojciech „Fokus” Alszer
- Ernest Lorek jako Marcin „Sot” Zięba
- Arkadiusz Jakubik jako Gustaw Zarzycki
- Katarzyna Wajda jako Justyna Łuszcz, żona „Magika”
- Marcin Dorociński jako organizator koncertu
- Przemysław Bluszcz jako ojciec „Magika”
- Dorota Wierzbicka jako matka „Magika”
- Halina Bednarz jako matka „Rahima”
- Wiesław Kupczak jako ojciec „Rahima”
- Andrzej Warcaba jako wujek „Rahima”
- Sylwester Jakimow jako realizator teledysku
- Magdalena Kacprzak jako Magda, żona Gustawa
- Grzegorz Przybył jako ojciec „Fokusa”
- Bogusława Kożusznik-Kurosad jako babcia „Fokusa”
- Aleksandra Kusio jako dziewczyna w hipermarkecie
- Małgorzata Zajączkowska jako Grażyna, matka Justyny
- Mirosław Neinert jako ojciec Justyny
- Piotr Nowak jako Krzysztof „Kozak” Koza
- Wojciech Skibiński jako właściciel klubu
- Katarzyna Zielińska jako dziennikarka
- Adam Nawojczyk jako pan Sobański
- Milena Lisiecka jako pani dyrektor
- Jerzy Głybin jako nauczyciel na warsztatach
- Maciej Wizner jako Michał „Joka” Marten
- Bartłomiej Błaszczyński jako Marcin „AbradAb” Marten
- Paweł Chwastek jako Piotr „Gutek” Gutkowski
- Nadia Ciekańska jako Filip, syn „Magika”
- Blanka Spendel jako Filip, syn „Magika”
- Marian Pęczek jako Bartek
- Jacek Beler jako Adaś
- Joanna Krochmalska jako Lucyna
- Monika Radziwon jako Ula
- Zbigniew Wróbel jako szef „Rahima”
- Jerzy Lendor jako realizator w studio nagrań
- Barbara Prokopowicz jako sekretarka
- Andrzej Kowalczyk jako nauczyciel
- Paweł Kowalczyk jako kelner
- Jarosław Wszędybył jako ochroniarz w hipermarkecie
- Paweł Sito jako ochroniarz w hipermarkecie
- Roman Ślefarski jako realizator teledysku

## Produkcja
Podstawą produkcji był scenariusz Macieja Pisuka, który ukazał się w 2008 roku w książce Paktofonika. Przewodnik Krytyki Politycznej nakładem wydawnictwa Krytyka Polityczna (ISBN 978-83-61006-57-2). Scenariusz został wyróżniony w 2010 roku Nagrodą Specjalną Marszałka Województwa Mazowieckiego w Polskiej Edycji Konkursu Scenariuszowego Hartey-Merrill.
Zdjęcia do filmu trwały od marca do maja 2011 roku. Kręcono je w Brennej, Mikołowie i Katowicach. Prace nad obrazem poprzedził długotrwały casting, a także warsztaty wokalne i spotkania z żyjącymi członkami Paktofoniki – Wojciechem „Fokusem” Alszerem i Sebastianem „Rahimem” Salbertem. Na potrzeby produkcji został odtworzony pożegnalny koncert Paktofoniki w katowickim Spodku, który odbył się 21 marca 2003 roku. Dofinansowanie filmu wsparł Polski Instytut Sztuki Filmowej.

### Premiera
Prapremiera Jesteś Bogiem odbyła się w maju 2012 roku podczas 37. Festiwalu Polskich Filmów Fabularnych w Gdyni. Uroczysty pokaz przedpremierowy odbył się 18 września 2012 roku w warszawskim Multikinie Złote Tarasy. Natomiast oficjalna premiera odbyła się 21 września 2012 roku. Równolegle do sprzedaży trafiła biografia Paktofoniki Jesteś Bogiem. Historia Paktofoniki (ISBN 978-83-62467-78-5) autorstwa Macieja Pisuka.

### Ścieżka dźwiękowa
Muzyka z filmu Jesteś Bogiem – ścieżka dźwiękowa z filmu ukazała się 5 października 2012 roku nakładem wytwórni muzycznej Universal Music Polska. Za produkcję wydawnictwa odpowiedzialni byli Wojciech „Fokus” Alszer i Sebastian „Rahim” Salbert. Na płycie znalazły się nagrania z repertuaru zespołu Paktofonika w nowych aranżacjach, a także utwory instrumentalne w wykonaniu DJ-a 5:CET. Ponadto jako materiał dodatkowy do albumu zostały dołączone interpretacje utworów „Nowiny”, „Priorytety” i „Lepiej być nie może” w wykonaniu aktorów – Marcina Kowalczyka, Tomasza Schuchardta i Dawida Ogrodnika.
W ramach promocji do utworu „Jestem Bogiem” powstał nowy teledysk, wyprodukowany we współpracy z Narodowym Centrum Kultury. W obrazie zostały wykorzystane fragmenty filmu Jesteś Bogiem. Klip wyreżyserował Michał Jaskulski.
Płyta zadebiutowała na 6. miejscu zestawienia OLiS i uzyskała certyfikat złotej.
Lista utworów
Opracowano na podstawie materiału źródłowego.
1. Fragment 1 – „Ważne to jest dla ciebie?”
2. Paktofonika – „Chwile ulotne”
3. Fragment 2 – „Ten koleś ma power”
4. Paktofonika – „Ja to ja”
5. Fragment 3 – „Pakt przy dźwiękach głośnika”
6. Paktofonika – „Priorytety”
7. Fragment 4 – „Magik, o co ci w życiu chodzi?”
8. DJ 5:Cet – „Czilałt” (motyw instrumentalny)
9. Fragment 5 – „Jestem artystą i dla mnie to coś znaczy!”
10. Paktofonika – „Jestem Bogiem”
11. Fragment 6 – „Magika nie ma!”
12. DJ 5:Cet – „Śmierć Magika” (motyw instrumentalny)
13. Fragment 7 – „Jestem bogiem!”

Utwory dodatkowe
1. Marcin Kowalczyk – „Nowiny”
2. Marcin Kowalczyk, Tomasz Schuchardt, Dawid Ogrodnik – „Priorytety”
3. Marcin Kowalczyk, Tomasz Schuchardt, Dawid Ogrodnik – „Lepiej być nie może”
4. Fragment 8 – „A co oni w ogóle grają?”

## Odbiór
W weekend otwarcia film przyciągnął do polskich kin 373 796 osób. Był to trzeci pod względem liczby widzów wynik na przestrzeni lat 1992–2012. Większą oglądalność odnotowały: adaptacja powieści Pan Tadeusz i produkcja TVN Kochaj i tańcz, odpowiednio z wynikiem 424 895 i 393 803 widzów. Obraz spotkał się z niejednoznacznym przyjęciem ze strony krytyków, jak i publiczności. Pochlebnie o filmie wyrazili się m.in. współtwórca Paktofoniki – Sebastian „Rahim” Salbert, Michał „Kajman” Radzian, Łukasz „Lukasyno” Szymański, a także związany z Polskim Radiem dziennikarz Hieronim Wrona, który pochwalił kreacje aktorskie Dawida Ogrodnika, Tomasza Schuchardta i Arkadiusza Jakubika. Wrona zaznaczył także, iż nie jest to film biograficzny, jest jedynie inspirowany faktami z życia Fokusa, Gustawa, Magika i Rahima.
Negatywnie o produkcji wyraził się natomiast Krzysztof „KNT” Kozak, właściciel wytwórni muzycznej R.R.X. Wydawca zarzucił twórcom Jesteś Bogiem liczne przekłamania pomimo sygnowania filmu jako opartego na faktach, a także jawne oczernianie jego osoby. O produkcji krytycznie wypowiadali się także m.in.: Kazik Staszewski, Ryszard „Peja” Andrzejewski, Dominik „Doniu” Grabowski, a także Marcin „AbradAb” Marten, współzałożyciel grupy muzycznej Kaliber 44. AbradAb podkreślił pominięcie w scenariuszu faktycznych początków działalności artystycznej Piotra „Magika” Łuszcza, a także historii formacji K44. Pochwalił natomiast kreację Marcina Kowalczyka, który wcielił się w postać Magika.

## Nagrody i wyróżnienia
- 2012 – Nagroda za debiut reżyserski lub drugi film – 37. Festiwal Polskich Filmów Fabularnych w Gdyni[27]
- 2012 – Nagroda za drugoplanową rolę męską (Dawid Ogrodnik) – 37. Festiwal Polskich Filmów Fabularnych w Gdyni[27]
- 2012 – Nagroda za drugoplanową rolę męską (Tomasz Schuchardt) – 37. Festiwal Polskich Filmów Fabularnych w Gdyni[27]
- 2012 – Nagroda za debiut aktorski (Marcin Kowalczyk) – 37. Festiwal Polskich Filmów Fabularnych w Gdyni[27]
- 2012 – (Nagroda) Wschodząca Gwiazda Elle (Marcin Kowalczyk) – 37. Festiwal Polskich Filmów Fabularnych w Gdyni[28]
- 2012 – Nagroda Internautów Wirtualnej Polski – 37. Festiwal Polskich Filmów Fabularnych w Gdyni[28]
- 2012 – Nagroda dziennikarzy za „oryginalne przedstawienie autentycznej historii artysty, osadzonej we współczesnej kulturze młodzieżowej” – 37. Festiwal Polskich Filmów Fabularnych w Gdyni[29]
- 2012 – Złota Kaczka dla najlepszego polskiego filmu sezonu 2011/2012[2][30]
- 2012 – Złota Kaczka dla najlepszego aktora sezonu 2011/2012 (Marcin Kowalczyk)[2]
- 2012 – Złota Kaczka dla najlepszego scenariusza filmowego sezonu 2011/2012[2]
- 2012 – Nagroda za reżyserię – Festiwal Młodego Kina Wschodnioeuropejskiego Cottbus[2]
- 2013 – Bestseller Empiku w kategorii wydarzenie roku[31]